# Agatoclea de Bactriana
Agatoclea de Bactriana o Agathokleia Theotropa (Theotropa vol dir Com una deessa) fou una reina indogrega que va governar en parts del nord de l'Índia com a regent del seu fill Estrató I.

## Dates i genealogia
Menandre I fou el darrer rei indogrec esmentat per historiadors antics i, per tant, els fets que van seguir la seva mort són gairebé desconeguts. Una visió tradicional defensada per W.W. Tarn i Osmund Bopearachchi, suposa que Menandre fou succeït per la seva vídua Agatoclea com a regent del seu fill menor Estrató I fins que aquest va arribar a la majoria i va assolir el govern (cosa que devia passar aviat). Estrató utilitza el mateix revers de moneda que Menandre i també el títol Sòter (el Salvador). Segons aquest relat, Estrató i Agatoclea només es van poder sostenir a la part oriental, Panjab i a vegades Gandhara. Paropamísades i Pushkalavati (Peshawar) van quedar en poder de Zoilos I.
Contra aquesta visió, R.C. Senior i altres numismàtics, com ara David Bivar, suggereixen que Estrató I hauria governat unes dècades després de Menandre (vers 110-100 aC o fins i tot 100-90 aC), ja que els monogrames d'Agatoclea i Estrató són molt diferents dels de Menandre, i les superposicions i els resultats de l'acumulació també els associen a reis posteriors; en aquest escenari Menandre hauria estat succeït pel seu fill Trasó del qual només es coneix una moneda. Assassinat Trasó, el seu rival Zoilos o un rei de nom Lísies s'haurien apoderat del govern. La dinastia de Menandre fou així destronada i no va recuperar el control fins que un parent, Nícies, es va alçar amb el poder a la vall del riu Kabul. Agatoclea seria llavors la vídua de Nícies o bé d'un altre rei de la mateixa època, Teòfil. En qualsevol cas Agatoclea fou la primera reina coneguda que va governar després del temps d'Alexandre el Gran.
Alguns historiadors pensen que els notables grecs no acceptaven un infant com a rei i/o una dona com a regent (sobretot tenint en compte que Menandre I havia tingut greus problemes els darrers anys del regnat, atacat per molts enemics). A diferència dels selèucides i dels ptolemeus, els reis bactrians i indogrecs sempre apareixen representats com a persones adultes, segurament perquè es demanava a aquests reis la direcció de l'exèrcit (en moltes monedes són representants amb elms i escuts). Agatoclea es va associar a si mateixa amb Atenea, la deessa de la guerra que, a més, era la deïtat de la família de Menandre; la seva posició preeminent suggereix que era filla d'un rei, encara que per l'edat és improbable que fos filla d'Agàtocles de Bactriana.

## Monedes
Les monedes d'Agatoclea i Estrató foren bilingües i el nom de la reina apareix més a les monedes gregues que a les índies. Moltes monedes mostre a Agatoclea i Estrató junts però a les sèries més antigues la imatge del jove rei no hi apareix. A les monedes de bronze Agatoclea apareix com Atenea. Més tard Heliocles II va regravar algunes monedes d'Agatoclea.